# Maggiore età
Per maggiore età si intende, in diritto, e in particolare in diritto civile, l'età alla quale il soggetto acquisisce, in linea di principio, la capacità di agire, cioè la capacità di porre in essere in autonomia contratti ed altri negozi giuridicamente validi. Tale capacità è distinta dalla mera capacità giuridica, che invece è semplicemente la titolarità, in astratto, di diritti e doveri.
Per lo Stato italiano, si è maggiorenni il giorno del compimento dei 18 anni (art. 2 comma 1 del codice civile). Da non confondere, come è ancora oggi errata credenza popolare, con l'età del consenso né con l'età minima per contrarre matrimonio.
     21
     20
     19
     18
     17
     16

Maggiore età (2020):
21
20
19
18
17
16

Colui che ha raggiunto la maggiore età viene detto maggiorenne, mentre colui che non l'ha raggiunta minorenne, sebbene sia a tutti gli effetti un soggetto di diritto, necessita generalmente dell'assistenza di un maggiorenne per compiere gli atti necessari ad esercitare i diritti di cui è titolare, fatti salvi i casi in cui i singoli ordinamenti prevedono un'età inferiore, ad esempio per svolgere un'attività lavorativa o per i cosiddetti diritti esistenziali, oppure per esercitare gli obblighi di custodia, potestà, tutela o responsabilità, a seconda dell'ordinamento, nei confronti dei figli.
Un minorenne (ossia una persona generalmente sotto i 18 anni, ma la maggiore età può essere più alta o più bassa in alcune parti del mondo, come 16 anni in Scozia e a Cuba o 19 e 21 in Nebraska, Alabama e Mississippi) può comunque ottenere certi diritti prima della maggiore età, a seconda della giurisdizione. Per esempio può acconsentire a relazioni e attività sessuali con chiunque o quasi tranne in caso di prostituzione (età del consenso), prendere la patente e guidare o anche bere alcolici prima della maggiore età. La parola minorenne, tuttavia, non si applica solo verso chi non ha ancora raggiunto la maggiore età locale, viene usata anche per persone che hanno raggiunto la maggiore età ma non hanno ancora acquisito certi diritti. Per esempio in tutti gli Stati Uniti l'età sia per bere che per comprare alcolici è 21 anni, e se il soggetto in questione non ha ancora compiuto tale età pur essendo oltre la maggiore età viene considerato comunque minorenne o minore. Mentre per quanto riguarda l'età del consenso, in alcuni Stati, come il Bahrain e la Corea del Sud (rispettivamente 21 e 20) può essere persino più alta della maggiore età (18), e anche in questo caso si viene considerati minorenni o minori anche oltre la maggiore età. Inoltre, sempre a seconda della giurisdizione e del reato, si può essere processati e condannati come maggiorenni prima della maggiore età.
La legge può altresì prevedere l'istituto dell'emancipazione, che consiste nell'attribuzione anticipata della capacità di agire de iure o sub iudice, sebbene solitamente con alcune limitazioni, al verificarsi di determinate condizioni. In Italia, ad esempio, il minore è emancipato di diritto quando contragga matrimonio, oppure quando diventi, in determinate circostanze, amministratore dell'impresa familiare.

## La disciplina italiana
(Giovanni Verga ne I Malavoglia)
Secondo l'ordinamento italiano, con la maggiore età si acquisisce la capacità di agire, da non confondere con la capacità giuridica, che si acquisisce, invece, direttamente con la nascita. La maggiore età era fissata dal Codice civile a 21 anni, e venne abbassata a 18 con la legge 39 dell'8 marzo 1975.
I minorenni sono sottoposti, in base alla riforma del diritto di famiglia del 2013, alla responsabilità genitoriale, istituto che ha superato il vecchio regime della potestà (sino al 1975 patria potestà) e che si applica a qualsiasi figlio che i genitori riconoscano come tale ai sensi della legge, essendo venuta meno la distinzione tra figli legittimi, figli legittimati, figli naturali riconosciuti e figli adottati. La responsabilità consiste nel diritto-dovere all'educazione, all'istruzione e alla tutela, nonché nella rappresentanza nell'esercizio di diritti reali sui beni di loro proprietà. Quest'ultima funzione può essere esercitata da tutori, anche temporanei. Il minore, a partire dalla riforma del 1975, può ricorrere al giudice tutelare nel caso ritenga che i suoi genitori o tutori non stiano perseguendo i suoi interessi; al minore viene inoltre riconosciuto il diritto a provvedere autonomamente, in ragione delle sue possibilità, ai suoi bisogni esistenziali.
I negozi giuridici posti in essere autonomamente dai minorenni, secondo i più recenti ordinamenti dottrinali e giurisprudenziali, non sono annullabili se relativi all'esercizio di bisogni esistenziali (come per esempio l'iscrizione a un partito, a un'associazione, a un certo indirizzo di studi piuttosto che un altro dopo l'istruzione obbligatoria); sono annullabili, ma non nulli, invece, i contratti.
Per assumere la responsabilità genitoriale è necessario aver compiuto 14 anni di età, laddove per la vecchia potestà ne occorrevano 16. Anche i minorenni non emancipati hanno la responsabilità genitoriale sui propri figli, se riconosciuti; con il matrimonio possono ottenere l'emancipazione e quindi la capacità di agire, seppur limitata. In altri sistemi giuridici l'emancipazione può essere disposta in sede giurisdizionale su richiesta del minore. Va precisato che il concetto di maggiore età ha natura squisitamente privatistica.
Il codice penale italiano prevede il perdono giudiziale e riduzioni di pena per soggetti minori di 18 anni e la totale non imputabilità di soggetti minori di 14 anni. Per il diritto penale è infatti rilevante la capacità di intendere e di volere, non la capacità di agire (cioè contrarre). I minorenni che commettono reati vengono giudicati dai tribunali per i minorenni e scontano le eventuali pene detentive, se rese esecutive prima del compimento dei 21 anni, negli istituti penitenziari minorili. Se il rinvio a giudizio avviene successivamente al compimento dei 25 anni, il processo si celebra dinanzi al giudice ordinario. Il tribunale dei minorenni è anche competente per l'affidamento dei figli in caso di separazione legale dei genitori, colpa, incapacità o altra ragione, per l'affido familiare e per l'adozione di minorenni. Per l'affidamento e l'adozione il parere del minore è vincolante se esso ha compiuto i 12 anni.
L'articolo 48 della Costituzione attribuisce il diritto di voto ai cittadini maggiorenni, ma secondo alcuni giuristi l'abbassamento dell'età minima per l'elettorato attivo, ma anche passivo, nei consigli degli enti locali disposto con legge ordinaria sarebbe compatibile con il disposto costituzionale.
Non è legato in alcun modo alla maggiore età il fatto che i 18 anni siano anche l'età minima per il conseguimento della patente di guida europea di categoria B in Italia; per il conseguimento della patente di categoria A1 bastano 16 anni, mentre per categorie superiori ne sono necessari da 21 a 24.

## Nel mondo

### 9 anni
- Iran (per le donne)[16]

### 15 anni
- Arabia Saudita
- Indonesia
- Iran (per gli uomini)[16]
- Yemen

### 16 anni
- Cuba[17][18]
- Kuwait
- Pakistan (per le donne)
- Palestina
- Kirghizistan[19]
- Regno Unito
  -  Scozia
- Birmania
- Saint Vincent e Grenadine
- Turkmenistan
- Uzbekistan[20]

### 17 anni
- Corea del Nord
- Tagikistan
- Timor Est

### 18 anni
- Afghanistan
- Albania
- Andorra[21]
- Angola
- Antigua e Barbuda
- Antille Olandesi
- Argentina[22]
- Armenia[23]
- Australia[24]
- Austria (benché si abbia diritto di voto dall'età di 16 anni)[25]
- Azerbaigian[26]
- Bahamas[27]
- Bangladesh
- Barbados[28]
- Belgio[29]
- Belize
- Benin
- Bermuda
- Bielorussia[30]
- Bhutan
- Bolivia
- Bosnia ed Erzegovina[31]
- Botswana
- Brasile (benché si abbia diritto di voto dall'età di 16 anni)
- Brunei
- Bulgaria
- Burkina Faso
- Burundi
- Cambogia
- Canada
  -  Alberta
  -  Manitoba
  -  Ontario
  -  Isola del Principe Edoardo
  -  Québec
  -  Saskatchewan
- Ciad
- Cile
- Cina
- Cipro
- Città del Vaticano
- Colombia
- Isole Cook
- Rep. del Congo
- Costa Rica
- Croazia
- Curaçao
- Danimarca[32]
  -  Fær Øer
  -  Groenlandia
- Gibuti[33]
- Dominica
- Ecuador
- Egitto
- El Salvador [34][35]
- Eritrea
- Estonia
- Etiopia
- Figi
- Filippine
- Finlandia
- Francia
- Gabon
- Gambia
- Georgia
- Germania
- Ghana
- Giamaica
- Giappone
- Gibilterra
- Giordania
- Grecia
- Guam
- Guatemala
- Guinea (i minorenni possono contrarre matrimonio)
- Guinea-Bissau
- Guyana
- Haiti
- Hong Kong
- India
- Irlanda
- Islanda
- Israele
- Italia
- Kazakistan
- Kenya
- Kiribati
- Kosovo
- Laos
- Lettonia
- Libano
- Liberia
- Libia
- Liechtenstein
- Lituania
- Lussemburgo
- Macao
- Macedonia del Nord
- Malawi
- Malaysia
- Isole Marshall
- Isole Marianne Settentrionali
- Maldive
- Mali
- Malta
- Marocco
- Mauritania
- Mauritius
- Messico
- Micronesia
- Moldavia
- Monaco
- Mongolia
- Montenegro
- Mozambico
- Namibia
- Nauru
- Niger
- Nepal
- Niue
- Norvegia
- Nuova Caledonia
- Oman
- Paesi Bassi
- Pakistan (per gli uomini)
- Palau
- Panama
- Papua Nuova Guinea
- Paraguay (i minorenni possono contrarre matrimonio)
- Perù
- Polinesia francese
- Polonia (i minorenni possono contrarre matrimonio)
- Portogallo
- Qatar
- Regno Unito
  -  Inghilterra
  -  Galles
  -  Irlanda del Nord
- Dipendenza della Corona britannica
  -  Guernsey
  -  Jersey
  -  Isola di Man
- Rep. Ceca
- RD del Congo
- Rep. Dominicana
- Romania
- Ruanda
- Russia
- Sahara Occidentale
- Saint Kitts e Nevis
- Isole Salomone
- Samoa Americane
- San Marino
- Saint Lucia
- Senegal
- Serbia
- Seychelles
- Siria
- Slovacchia
- Slovenia
- Spagna
- Sri Lanka
- Stati Uniti
  -  Alaska
  -  Arizona
  -  Arkansas
  -  California
  -  Carolina del Nord
  -  Carolina del Sud
  -  Colorado
  -  Connecticut
  -  Dakota del Nord
  -  Dakota del Sud
  -  Delaware
  -  Florida
  -  Georgia
  -  Hawaii
  -  Idaho
  -  Illinois
  -  Indiana
  -  Iowa
  -  Kansas
  -  Kentucky
  -  Louisiana
  -  Maine
  -  Maryland
  -  Massachusetts
  -  Michigan
  -  Minnesota
  -  Missouri
  -  Montana
  -  Nevada
  -  New Hampshire
  -  New Jersey
  -  New York
  -  Nuovo Messico
  -  Ohio
  -  Oklahoma
  -  Oregon
  -  Pennsylvania
  -  Rhode Island
  -  Tennessee
  -  Texas
  -  Utah
  -  Vermont
  -  Virginia
  -  Virginia Occidentale
  -  Washington
  -  Distretto di Columbia
  -  Wisconsin
  -  Wyoming
- Sudafrica
- Sudan
- Sudan del Sud
- Suriname
- Svezia
- Svizzera
- Taiwan
- Tanzania
- Togo
- Tonga
- Trinidad e Tobago
- Tunisia
- Turchia
- Tuvalu
- Ucraina
- Uganda
- Ungheria
- Uruguay
- Vanuatu
- Venezuela
- Vietnam
- Zimbabwe
- Diritto canonico della Chiesa cattolica[36]

### 19 anni
- Algeria
- Canada
  -  Columbia britannica
  -  Nunavut
  -  Nuova Scozia
  -  Nuovo Brunswick
  -  Terranova e Labrador
  -  Territori del Nord-Ovest
  -  Yukon
- Corea del Sud
- Stati Uniti
  -  Alabama
  -  Nebraska

### 20 anni
- Thailandia (i minorenni possono contrarre matrimonio)
- Nuova Zelanda

### 21 anni
- Bahrein[37]
- Costa d'Avorio
- Camerun
- Grenada
- Honduras
- Lesotho
- Madagascar[38] (i minorenni possono contrarre matrimonio)
- Nicaragua
- Samoa
- Sierra Leone
- Singapore
- Stati Uniti
  -  Mississippi
  -  Porto Rico
- eSwatini
- Emirati Arabi Uniti
- Zambia

## Nella legge mosaica
Nella religione ebraica, il bar mitzvah è il rituale che segna l'ingresso del giovane maschio nella sinagoga. La legge mosaica riservava agli Israeliti maggiori di venti anni l'obbligo di partecipare alle battaglie del popolo d'Israele (Numeri 1:1-7).
Dai venti ai sessanta di età vigeva un medesimo obbligo di registrarsi nel censimento periodico, e un'identica quantificazione dell'offerta in oro e argento per l'edificazione e cura del santuario di Dio (Esodo 38:21-27) ovvero il prezzo del riscatto personale che doveva essere corrisposto al sommo sacerdote per essere manlevato da un voto al Signore (Levitico 27:1-8).
Nel Pentateuco, 20 anni era quindi l'età che segnava l'ingresso del singolo individuo nel pieno godimento dei diritti e dei doveri di ogni israelita, sia rispetto all'ordine naturale con gli altri figli di Abramo che rispetto all'ordine divino e al suo sistema di diritti e obbligazioni amministrati dal sommo sacerdote. Tale limite di età può essere assimilato ai diritti e agli obblighi civici e religiosi propri delle nazioni moderne.